# Marcelinho (bułgarski piłkarz)
Marcelo Nascimento da Costa (bułg. Марсело Насименто да Коща, ur. 24 sierpnia 1984 w Manacapuru) znany jako Marcelinho – bułgarski piłkarz pochodzenia brazylijskiego grający na pozycji ofensywnego pomocnika. Od 2020 jest zawodnikiem klubu EC Vitória.

## Kariera piłkarska
Swoją karierę piłkarską Marcelinho rozpoczynał w juniorach takich klubów jak: Rio Negro i São Paulo FC. Następnie został zawodnikiem klubu Cascavel. Grał w nim od 2005 roku w Campeonato Paranaense. W 2006 roku przeszedł do Santacruzense i grał w nim w Campeonato Paulista. Z kolei w sezonie 2007 występował w São Caetano w Série B. W 2008 roku był piłkarzem Grêmio Catanduvense, a następnie trafił do Al-Nasr Dubaj ze Zjednoczonych Emiratów Arabskich.
W 2010 roku Marcelinho wrócił do Brazylii i został piłkarzem Mogi Mirim, w którym zadebiutował 16 stycznia 2010 w przegranym 1:5 wyjazdowym meczu z SE Palmeiras. Był to mecz rozegrany w ramach Campeonato Paulista.
W połowie 2010 roku Marcelinho przeszedł do Bragantino. Swój debiut w nim zaliczył 31 lipca 2010 w przegranym 0:2 domowym meczu z Ponte Preta. W Bragantino grał do lata 2011 roku.
Latem 2011 Marcelinho podpisał kontrakt z Łudogorcem Razgrad. 6 sierpnia 2011 zanotował w nim swój debiut w pierwszej lidze bułgarskiej w zremisowanym 0:0 domowym meczu z Łokomotiwem Płowdiw. W latach 2012–2020 dziewięciokrotnie z rzędu wywalczył tytuł mistrza Bułgarii. W 2012 i 2014 roku zdobył też Puchar Bułgarii, a także dwukrotnie wywalczył Superpuchar Bułgarii.
1 października 2017 roku w meczu przeciwko Beroe zdobył swoją 57. bramkę ligową, która pozwoliła mu zostać obcokrajowcem z największą liczbą bramek w historii ligi bułgarskiej. Wyprzedził on w tej klasyfikacji innego Brazylijczyka - Marquinhosa. Później rekord ten został pobity przez innego zawodnika Łudogorca - Claudiu Keșerü. 
W połowie roku 2019 został odsunięty od zespołu przez trenera Stojczo Stoewa, za liczne naruszenia regulaminu klubu. Do gry w pierwszej drużynie powrócił 18 sierpnia 2019 roku w meczu przeciwko Czernomore Warna, w którym oprócz asysty przy bramce otrzymał czerwoną kartkę na skutek dwóch napomnień.
28 czerwca 2020 roku Marcelinho ogłosił, że po 9 latach opuszcza Łudogorec, pomimo tego że chciał pozostać na kolejny sezon. Miesiąc później ogłoszono pozyskanie Marcelinho przez klub brazylijskiej Série B - EC Vitória.
| Sezon   | Klub                | Kraj                         | Rozgrywki             | Mecze | Gole |
| ------- | ------------------- | ---------------------------- | --------------------- | ----- | ---- |
| 2005    | Cascavel            | Brazylia                     | Campeonato Paranaense | ?     | ?    |
| 2006    | Santacruzense       | Brazylia                     | Campeonato Paulista   | ?     | ?    |
| 2007    | São Caetano         | Brazylia                     | Série B               | ?     | ?    |
| 2008    | Grêmio Catanduvense | Brazylia                     | Campeonato Paulista   | ?     | ?    |
| 2008/09 | Al-Nasr Dubaj       | Zjednoczone Emiraty Arabskie | Pro League            | ?     | ?    |
| 2010    | Mogi Mirim          | Brazylia                     | Campeonato Paulista   | 15    | 0    |
| 2010    | Bragantino          | Brazylia                     | Série B               | 24    | 4    |
| 2011    | Bragantino          | Brazylia                     | Campeonato Paulista   | 17    | 1    |
| 2011/12 | Łudogorec Razgrad   | Bułgaria                     | A PFG                 | 25    | 9    |
| 2012/13 | Łudogorec Razgrad   | Bułgaria                     | A PFG                 | 25    | 6    |
| 2013/14 | Łudogorec Razgrad   | Bułgaria                     | A PFG                 | 32    | 9    |
| 2014/15 | Łudogorec Razgrad   | Bułgaria                     | A PFG                 | 22    | 8    |
| 2015/16 | Łudogorec Razgrad   | Bułgaria                     | A PFG                 | 29    | 8    |
| 2016/17 | Łudogorec Razgrad   | Bułgaria                     | A PFG                 | 32    | 14   |
| 2017/18 | Łudogorec Razgrad   | Bułgaria                     | A PFG                 | 15    | 7    |

## Kariera reprezentacyjna
W reprezentacji Bułgarii Marcelinho zadebiutował 25 marca 2016 roku w wygranym 1:0 towarzyskim meczu z Portugalią, rozegranym w Leirii. W 19. minucie tego meczu strzelił gola, a w 84. minucie został zmieniony przez Aleksandyra Tonewa.
Po objęciu stanowiska selekcjonera przez Petyra Chubczewa przestał być powoływany do kadry, ponieważ Chubczew uznał, że nie chce korzystać z naturalizowanych piłkarzy. W 2019 roku selekcjoner Krasimir Bałakow powołał Marcelinho na mecze eliminacji Mistrzostw Europy 2020.